# Нефедовская (Раменский сельсовет)
Нефедовская — деревня в Вожегодском районе Вологодской области.
Входит в состав Явенгского сельского поселения (с 1 января 2006 года по 9 апреля 2009 года входила в Раменское сельское поселение), с точки зрения административно-территориального деления — в Раменский сельсовет.
Расстояние до районного центра Вожеги по автодороге — 27,9 км, до центра муниципального образования Базы по прямой — 8 км. Ближайшие населённые пункты — Белавинская, Ходинская, Михайловская, Пантелеевская, Репняковская, Лупачиха, Карповская.
По переписи 2002 года, население составляет 16 человек.